# Tom McRae
Tom McRae (Chelmsford, 19 marzo 1969) è un cantautore britannico.

## Biografia
Nato Jeremy Thomas McRae Blackall, in seguito cambia legalmente nome in Tom McRae; cresciuto nel Suffolk, dichiara di non conoscere la città dove è nato, ma di essere passato una volta dalla stazione per cambiare treno.
Studia a Londra alla facoltà di Politics And Government, dove comincia a formare i primi gruppi.
Nel 2000 viene scelto da Scott Walker per suonare al prestigioso Meltdown Festival, alla Royal Festival Hall e nello stesso anno esce il suo primo disco, Tom McRae, nominato ai Mercury Prize, ai Q Awards e ai BRIT Awards come NewComer.
Con questo disco McRae ottiene paragoni con pilastri del cantautorato, dalla stampa Inglese e Italiana.Trascorre i due seguenti anni portando il disco in tour, suonando un po'  ovunque, cominciando a costruirsi un nome tra le nuove leve del cantautorato e facendosi notare anche per l'energia che dimostra suonando dal vivo.
Nel 2001 fa da sostenitore per il tour Italiano di Paul Weller e per quello Inglese di Dido, e con lei di nuovo in America nel 2004.
Nel 2003 pubblica Just Like Blood (il titolo è preso dalla poesia I Say I Say I Say di Simon Armitage), che ottiene un buon riscontro specialmente negli Stati Uniti dove ogni singolo pezzo del disco viene usato come colonna sonora per film e televisione.
Nel 2004 McRae si trasferisce a Los Angeles dove registra il suo terzo album, All Maps Welcome.
Qui comincia a suonare regolarmente al The Hotel Cafè, un locale che si trova a Hollywood.  L'esperienza produce Hotel Cafè Tour, un festival-show on the road che ogni anno negli Stati Uniti porta i partecipanti a viaggiare da costa a costa e arriva sporadicamente anche in Europa.
Nel 2006 e poi di nuovo nel 2008 McRae porta il tour in Inghilterra, con l'intento di far conoscere gli artisti dell'Hotel Cafè Tour statunitense al suo pubblico europeo. Invita infatti ospiti come Cary Brothers, Jim Bianco, Greg Laswell, Catherine Feeny,  i Turin Brakes, ma anche Brian Wright che aprirà il tour di McRae del 2010, per l'album The Alphabet Of Hurricanes.
Nel 2005 Tom McRae apre i concerti del tour Europeo di Tori Amos, e suona in Italia nel mese di luglio per cinque tappe.
Nel 2007 esce il suo quarto album, King Of Cards, che McRae porta in tour due volte nello stesso anno, specialmente nei festival Europei, passando anche dall'auditorium di Napoli dove viene invitato a suonare al concerto dell'Epifania.
Un disco in cui si intravede un cambio, o per meglio dire, un'aggiunta di nuovi stili, anche musicali. Un disco in cui non mancano le ballate emozionali, ma si trovano anche canzoni più upbeat, come Bright Lights.
Nel frattempo si trasferisce nuovamente in Inghilterra e nel 2007 esce The Strongroom Sessions, mentre nel 2008 esce un disco live, Tom McRae Live 2007, poi ristampato nel 2011.
Nel 2010 viene pubblicato The Alphabet Of Hurricanes (Part 1), in concomitanza con il tour di presentazione che parte a febbraio.
Il disco viene registrato in oltre tre anni, per la maggior parte nel suo stesso studio, sotto la sua supervisione e produzione.
Aspetto tecnico in cui è col tempo diventato sempre più presente, specialmente negli ultimi suoi dischi.
Il disco avrebbe dovuto essere pubblicato a settembre 2009 in concomitanza con l'inizio del tour, ma l'ingaggio da parte della casa discografica Cooking Vinyl posticipa entrambe le cose all'inizio dell'anno successivo.
A novembre McRae pubblica due dischi, The Prospect Tapes e B-sides & Rarities.
Il primo è formato da registrazioni che lui e i suoi collaboratori Ollie Cunningham e Oli Kraus avevano fatto nel 2004 a Los Angeles e che lui per caso aveva ritrovato e deciso di pubblicare. B-side è composto da pezzi che avrebbero dovuto o potuto essere nei dischi precedenti, altri che non sono mai arrivati a suonare come lui avrebbe voluto, altri ancora erano semplicemente demo.
McRae ha concluso il 2010 e iniziato il 2011, con una serie di concerti in Olanda accompagnato da un quartetto d'archi, il Matangi Quartet. Reinterpretazione di alcuni suoi pezzi, molti ripescati dai suoi primi dischi, come You Cut Her Hair.
McRae ha annunciato che nell'Aprile 2011 lo spettacolo riprenderà nel Regno Unito ed in Nord Europa con un quartetto d'archi Inglese.
Nell'aprile del 2011 esce un live registrato durante 2 serate in Scozia, a Glasgow, nel 2004. Mixato da McRae stesso, il disco si chiama "Tom At Tut's".
Nel 2012 esce il sesto disco "From The Lowlands", l'attesa seconda parte di "The Alphabet Of Hurricanes"e in concomitanza arriva anche un solo tour in Francia e Gran Bretagna e che continuerà anche nel 2013 toccando la Svizzera, Germania, Norvegia, Paesi Bassi, Belgio e registrando anche diversi tutto esaurito.

## Discografia

### Album in studio
- 2000 - Tom McRae
- 2003 - Just Like Blood
- 2005 - All Maps Welcome
- 2007 - King of Cards
- 2010 - The Alphabet of Hurricanes
- 2012 - From The Lowlands
- 2015 - Did I Sleep And Miss The Border
- 2017 - Ah, the World! Oh, the World!

### Live
- 2007 - The Strongroom Sessions
- 2008 - Tom McRae Live 2007
- 2010 - Recorded At Gunpoint EP
- 2010 - The Prospect Tapes
- 2011 - Tom At Tut's

### Raccolte
- 2010 - B-sides & Rarities